# Lonely Day
Lonely Day is een nummer van de Armeens-Amerikaanse metalband System of a Down uit 2006. Het is de tweede en laatste single van hun vijfde studioalbum Hypnotize.
"Lonely Day" werd geschreven door gitarist Daron Malakian, die ook de leadvocalen op het nummer verzorgt. Het nummer werd een klein hitje in Oceanië en een paar Europese landen. In het Nederlandse taalgebied werden geen hitlijsten gehaald. Na dit nummer heeft System of a Down geen in een periode van 14 jaar (tot aan 2020) nieuwe singles uitgebracht.